# SDL Trados
SDL Trados és una de les marques capdavanteres al mercat d'eines de traducció assistida per ordinador. Originalment desenvolupat per l'empresa alemanya Trados GmbH, actualment és distribuït per SDL International.

## Història
Trados GmbH va ser originalment un proveïdor de serveis de traducció, creat en 1984 per Jochen Hummel i Iko Knyphausen en Stuttgart, Alemanya.

L'empresa va començar a desenvolupar programari per a traduccions a finalitats dels anys 1980 i va presentar les primeres versions per Windows a principis dels anys 1990: MultiTerm en 1992 i el Translator's Workbench en 1994. En 1997, l'empresa va consagrar decisiu quan Microsoft va decidir utilitzar Trados per a les seues necessitats internes de localització. A finals de la dècada de 1990, s'havia convertit en el líder de mercat de programari de traducció per a ordinadors personals.
Trados va ser adquirida per SDL en 2005.

## Configuració
A mitjan 2007, la versió de SDL Trados per a traductors autònoms contenia tres components principals:
Translator's Workbenchuna aplicació per crear i gestionar memòries de traducció i per la traducció automàtica per mitjà de "fuzzy matching". Es pot integrar amb Microsoft Word i TagEditor.
TagEditorun entorn d'edició per a formats de text amb etiquetes com HTML i XML, amb filtres per a formats de Microsoft i DTP.
MultiTermuna eina d'extracció terminològica que interacciona amb el Translator's Workbench per aportar terminologia aprovada a les traduccions.
També hi ha un entorn de traducció alternatiu, i eines especialitzades per traduir interfases gràfiques, i l'aplicació WinAlign per a alinear documents originals amb traduccions existents.

## Formats de documents font
Els formats suportats per SDL Trados 2007 inclouen SDLX, Microsoft Word, Excel, PowerPoint, OpenOffice, InDesign, QuarkXPress, PageMaker, Interleaf, Framemaker, HTML, SGML, XML, i SVG.

## Participació en el mercat
D'acord amb una enquesta de 2004 de l'Associació d'Estàndards de la Indústria de la Localització, Trados tenia una participació benvolguda del 71% al mercat global de proveïdors de serveis lingüístics.«Translation Memory Survey 2004».   Localization Industry Standards Association (registration required). Arxivat de l'original el 2008-10-06. [Consulta: 19 gener 2009].
Si bé és probable que aquesta enquesta estigués desproporcionadament orientada a respostes de nivell gerencial i no tant a traductors treballadors, és evident que en 2004 Trados era el líder de mercat en el seu segment industrial.
D'acord amb l'enquesta de memòries de traducció de l'ICU de 2006, aproximadament un 35% de traductors autònoms utilitzava Trados, mentre que un 15% utilitzava SDL Trados.«Imperial College London Translation Memories Survey». Arxivat de l'original el 2007-03-25. [Consulta: 2 febrer 2009].

## Documentació i suport
Els manuals de SDL Trados es poden descarregar en línia del web de l'empresa. Hi ha entrenament bàsic disponible en forma de webinars mensuals lliures de cost. Es pot trobar un calendari dels mateixos en www.translationzone.com.